# Chiba
Chiba (千葉市 Chiba-shi) er en by i Japan. Byen ligger på sydkysten af øen Honshu ved Tokyobugten og er en forstad til Japans hovedstad Tokyo. Den har 975.014(2021) indbyggere og er hovedby i Præfekturet Chiba.